# 筆順
筆順是指在書寫漢字時，筆畫出現的先後次序。

## 基本規則
一般來說筆順的基本規則有：從上到下，從左到右，先橫後豎，先撇後捺，底橫後寫，穿底中豎最後寫，由外至內，先外後內再封口，先中間後兩邊，「辶、廴」最後寫，「凵」盆最後寫等等。但有時可能並不如此。

## 通行筆順
像下列這些字，不管哪裏的人，一般都會這樣寫。可視爲通行的筆順。

從上到下
從左到右
從上到下，從左到右
先橫後豎
底橫後寫
穿底中豎最後寫
挑筆後寫
中豎變撇後，比挑筆更後寫
先撇後捺
先橫後豎，先撇後捺
由外至內
最後封口
先外後內再封口
先中間後兩邊
辶、廴最後寫
凵最後寫

有些漢字獨用時，跟它作偏旁時，筆畫稍有不同。因此筆順也未必一樣。例如：
| 獨用時，先橫後豎，穿底中豎最後寫。 |
| 作偏旁時，挑筆最後寫。             |

## 差異筆順
然而，因地區習慣不同，或因書法流派不同，有些字的筆順可能出現差異。
因此，嚴格來講，漢字並無絕對正確、統一的筆順，只能是某一地區一時間內規定的「相對正確」的筆順。
就教育參考來說，日本文部省在1958年編訂了《筆順指導の手びき》，列出881個教育漢字的筆順。中華民國教育部在1996年推出《常用國字標準字體筆順手冊》，作爲臺灣地區的教育標準。中國大陸方面，2021年3月實施由中華人民共和國教育部國家語言文字工作委員會發佈的《通用規範漢字筆順規範》，取代於1997年同樣由国家语委标准化工作委员会编写的《现代汉语通用字笔顺规范》。香港教育局課程發展處中國語文教育組則於2007年，在《香港小學學習字詞表》網上版顯示了參考筆順。
但就書法界而言，書法家和書法學者並不一定認爲該地域的教育筆順合理，尤其一些跟傳統書法相左的規定，會受到批評。
以下是一些筆順差異的具體例子，可供參考。

### 書法流派差異
因不同的書法流派，有些字的筆順並不一致。例如：

#### 「方」字
| 傳統書法筆順（重點：先折後撇）。 |
| 現代寫法（重點：先撇後折）。     |

#### 「」字
| 傳統書法筆順（重點：由左至右，先豎後折）。 |
| 變種寫法（重點：先折後豎）。               |

| 傳統書法筆順（重點：由左至右，先豎後點），來自「門」字草書。 |
| 簡體寫法（重點：先點後豎）。                                 |

### 地區差異
在書寫字體或方向不同時，筆順可能有所差異。各地的教育參考筆順也可能不一樣。例如： 

#### 「戈」字
| 台灣的筆順（重點：由上至下）。                       |
| 中国大陆、香港、澳門、日本的筆順（重點：先撇後點）。 |

#### 「王、玉、主、生、青、麦、隹」等字
| 中国大陆、台灣、香港、澳門的筆順（重點：先橫後豎，最後寫末橫）。       |
| 日本的筆順（重點：先寫首橫，接着寫豎，最後寫餘下的橫），也是傳統寫法。 |

#### 「田、由、」等字
| 中国大陆、台灣、香港、澳門的筆順（重點：先橫後豎，最後寫末橫）。 |
| 日本的筆順（重點：先豎後橫），也是傳統寫法。                     |

「甲、申、用、甪、⻆、甫、羊、丰」等字的中豎下方穿頭，且中豎皆最後寫，與上例不同。與「⻆」字形並不相同，因此筆順也有差異。

#### 「右、有、布」等字
| 中国大陆、台灣、香港、澳門的筆順（重點：先橫後撇）。 |
| 日本的筆順（重點：先撇後橫），也是傳統寫法。         |

「有、右」等字的首兩筆來自「又」字古文，因此傳統書法和日本筆順如此，但「左」字首兩筆來自「𠂇」字古文為先橫後撇。

#### 「皮」字
| 中国大陆、台灣、香港、澳門的筆順（重點：先折後撇）。 |
| 日本的筆順（重點：先撇後折），也是傳統寫法。         |

### 流派與地區兼備的差異
有些字不同的書法流派、不同地區規定中，筆順皆有分別。就如：

#### 「必」字
| 傳統書法筆順，如歐陽詢《千字文》、王羲之《樂毅論》。                     |
| 日本的筆順，也是一種傳統寫法，蘇軾《新歲展慶帖》、鍾繇《宣示表》亦如是。 |
| 中国大陆的筆順，董其昌《濬路馬湖記》亦如是。                             |
| 源自於草書的筆順，如趙孟頫《與山巨源絕交書》、智永《真草千字文》。       |
| 台灣、香港的筆順，傳統書法上不會這樣寫。                                 |

#### 「」字
| 台灣的筆順，褚遂良《雁塔聖敎序》、田蘊章與田英章的書法亦如是。 |
| 香港的筆順，王羲之《蘭亭序》、《金剛經》亦如是。               |
| 一種書法筆順，如米芾《蜀素帖》、趙孟頫《烟江叠嶂詩》。         |
| 另一種書法筆順，如歐陽詢部份字跡（另一部份則與王羲之同）。     |
| 另一種筆順，容易使橫筆相連，變形作三筆。                       |
| 中國大陸、日本作三筆。                                         |

#### 「臣、區、叵、医、匿」等字
| 中国大陆、台灣、香港目前的規定。「𠃊」筆比照「辶、廴」部件，最後才寫。日本「臣、巨」以外的字也依此。 |
| 傳統書法筆順，拆開「𠃊」筆，先寫豎。日本「臣、巨」依此。也流行於日本書道。                           |
| 另一種書法筆順，也是拆開「𠃊」筆，但先橫後豎。                                                       |
| 現代寫法，由外至內。                                                                                 |

## 作用
筆順一定程度上可能會影響漢字的書寫速度和美觀性。
例如「夾」、「爽」兩字，若先寫中間（「大」部件），再寫左右（「从」部件、「㸚」部件），字體容易變得寬扁。因此正常的筆順，皆先寫「一」，再寫「从」或「㸚」部件，最後才寫「人」。
又像「生」字，傳統書法的寫法是先寫「𠂉」，第三筆寫中豎，再寫餘下兩橫。楷書、行書皆然。要是改成寫了「𠂉」後，第三筆寫中間的橫，第四筆才寫豎，最後才寫底橫，寫行書時除了不美觀，更容易與「毛」字相混。

## 註解
1. ↑  沖森卓也：《日本の漢字1600年の歴史》（東京：ベレ出版，2011年）頁283
2. ↑  .   [2020-02-25]. （原始内容存档于2020-11-24）.
3. ↑  .   [2021-09-25]. （原始内容存档于2020-01-25）.
4. ↑   (PDF).   [2021-08-25]. （原始内容存档 (PDF)于2021-09-07）.
5. ↑  国家语言文字工作委员会标准化工作委员会：《现代汉语通用字笔顺规范》（北京：语文出版社，1997年）
6. ↑  .   [2019-12-20]. （原始内容存档于2020-08-14）.
7. ↑  .   [2020-02-25]. （原始内容存档于2021-11-21）.
8. ↑  如當代著名書法家、國立臺灣藝術大學書畫藝術學系的李郁周教授，就公開發佈過許多批評中華民國教育部不合理筆順規定之文章。參見李郁周：《書寫與書法論集》（臺北：蕙風堂，1996年）
9. ↑  之筆順 （页面存档备份，存于）。
10. ↑  「爽」之筆順 （页面存档备份，存于）。
11. ↑  「生」之筆順 （页面存档备份，存于）。
12. ↑  李郁周：《書寫與書法論集》（臺北：蕙風堂，1996年）頁55-56